# 格雷维莱
格雷维莱（法語：Grévillers，法語發音：[ɡʁevile]）是法国上法蘭西大區加来海峡省的一个市镇，属于阿拉斯区。

## 地理
格雷维莱（50°6'22"N, 2°48'40"E）面积6.35 平方千米，位于法国上法蘭西大區加来海峡省，该省份为法国北部沿海省份，西北濒北海，南至索姆省，东临北部省。
与格雷维莱接壤的市镇（或旧市镇、城区）包括：比于库尔、利尼-蒂卢瓦、瓦尔朗库尔欧库尔、伊尔勒、皮村、小阿谢、阿韦讷莱巴波姆、比耶夫维莱尔莱巴波姆、大阿谢。
格雷维莱的时区为UTC+01:00、UTC+02:00（夏令时）。

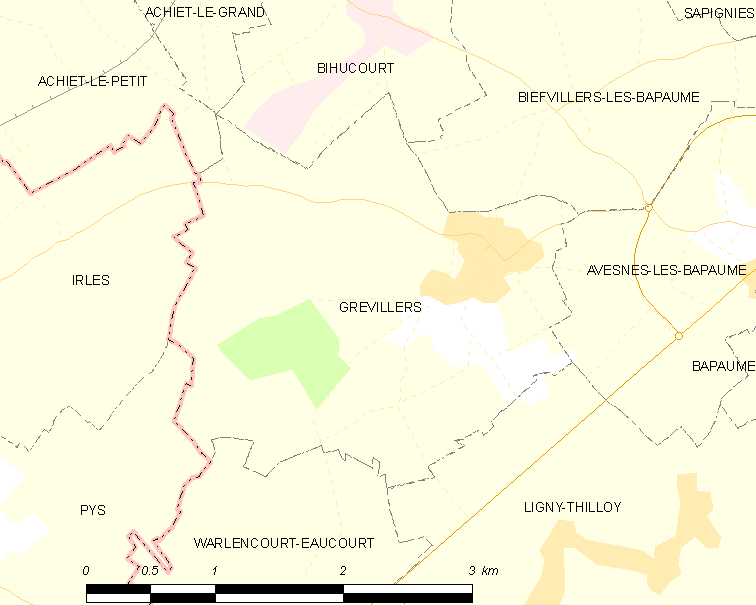
格雷维莱的OSM定位图

## 行政
格雷维莱的邮政编码为62450，INSEE市镇编码为62387。

## 政治
格雷维莱所属的省级选区为巴波姆县。

## 人口

1962-2008年间格雷维莱人口变化图示

格雷维莱于2022年1月1日时的人口数量为354人。